# Prospalta nigriplaga
Prospalta nigriplaga är en fjärilsart som beskrevs av W. Warren 1913. Prospalta nigriplaga ingår i släktet Prospalta och familjen nattflyn. Inga underarter finns listade i Catalogue of Life.